# Wściekły
Wściekły – polski film kryminalny z 1979 roku w reżyserii Romana Załuskiego, opowiadający historię seryjnego mordercy grasującego na terenie Polski.

## O filmie
Film został nakręcony na podstawie opowiadania Jerzego R. Milicza, które zostało luźno oparte na historii zabójstw dokonywanych w latach 1946–1957 przez Władysława Baczyńskiego i straconego za ich popełnienie.
Plenery: Opole, Kraków, Warszawa (Komenda Główna Milicji Obywatelskiej przy ul. Puławskiej), Wrocław, Toruń (dworzec PKP, Hotel „Polonia” przy placu Teatralnym, ul. Przedzamcze i ul. Chełmińska), Siechnice.
W filmie wystąpiły żona (Jasna Chrzanowska-Cieślak) i córka (Katarzyna) odgrywającego główną rolę Bronisława Cieślaka.

## Fabuła
W opolskim parku w biały dzień zostaje zastrzelona młoda dziewczyna. Mimo tłumu ludzi, nikt nie widział sprawcy i nie słyszał strzału. Kilka dni później w Krakowie, we własnym zakładzie zostaje zastrzelony przez okno zegarmistrz Okrzesik. Sytuację wykorzystuje miejscowy opryszek Zenon Krawczyk, okradając warsztat zegarmistrza z zegarków. Oba strzały padły z tego samego małokalibrowego karabinka. Poza tym nie ma żadnego punktu zaczepienia. Milicjanci poszukują skradzionych zegarków u paserów i na bazarach. Na jednym bazarze zatrzymują Krawczyka, który usiłował sprzedać zegarki.
Śledztwo prowadzi młody kapitan Bogdan Zawada z warszawskiej Komendy Głównej Milicji Obywatelskiej; absolwent psychologii, mąż i ojciec. Następnie psychopata zabija we Wrocławiu dyrektora Instytutu Automatyki. Śledczy znajdują w miejscu oddania strzału łuskę i krakowski bilet tramwajowy. Naczelny inżynier instytutu okazuje się być dawnym znajomym kapitana. Zawada udaje się na pogrzeb dyrektora instytutu.
Zawada przypuszcza, że kolejne zabójstwo to tylko kwestia czasu. Pojawia się nikły trop: oglądając zdjęcie z pogrzebu dziewczyny w Opolu zwraca uwagę na niewyraźną postać mężczyzny, który pojawił się na pogrzebie dyrektora we Wrocławiu. Ten nieznany nikomu z uczestników pogrzebów człowiek, z niewiadomych powodów uczestniczył w obu. Kapitan Zawada usiłuje określić motyw psychologiczny, którym kieruje się morderca. Zakłada, że wszystkie dotychczasowe zabójstwa były popełniane z nienawiści do ludzi, którzy byli szczęśliwi. 
Kolejną ofiarą strzelca jest pies, zastrzelony wieczorem w parku podczas spaceru ze swoim właścicielem. Następnie zabójca przenosi się do Torunia, gdzie w nocy strzela przez okno do leżącego z dziewczyną w łóżku mężczyzny, zabijając go. Milicjanci blokują dworce i drogi wyjazdowe z Torunia i rozpoczynają poszukiwania w toruńskich hotelach oraz wszelkich miejscach zakwaterowania. Dysponując niewyraźnym zdjęciem podejrzanego z pogrzebu w końcu docierają do recepcjonisty hotelu, który skierował podejrzanego do nierejestrowanej kwatery prywatnej Jadwigi Pyrnik. Ten trop jest właściwy. Tam okazuje się, że morderca faktycznie nocował, jednak już pośpiesznie wyjechał, a dziewczynce, wnuczce właścicielki mieszkania, podarował lalkę wytworzoną w krakowskiej spółdzielni, w której pracuje. Zabójcą okazuje się Bolesław Dragacz, inspektor terenowy krakowskiej spółdzielni „Plastyka”. Milicjanci osaczają i szturmują jego mieszkanie przez otwór po wysadzeniu zamurowanych drzwi z sąsiedniego mieszkania. Dragacz ucieka przez okno z trzeciego piętra, jednak spada na posadzkę podwórka-studni. W ciężkim stanie trafia do szpitala, gdzie Zawada zadaje mu pytanie: „Dlaczego strzelałeś do ludzi?”, ale nie otrzymuje odpowiedzi.

## Obsada

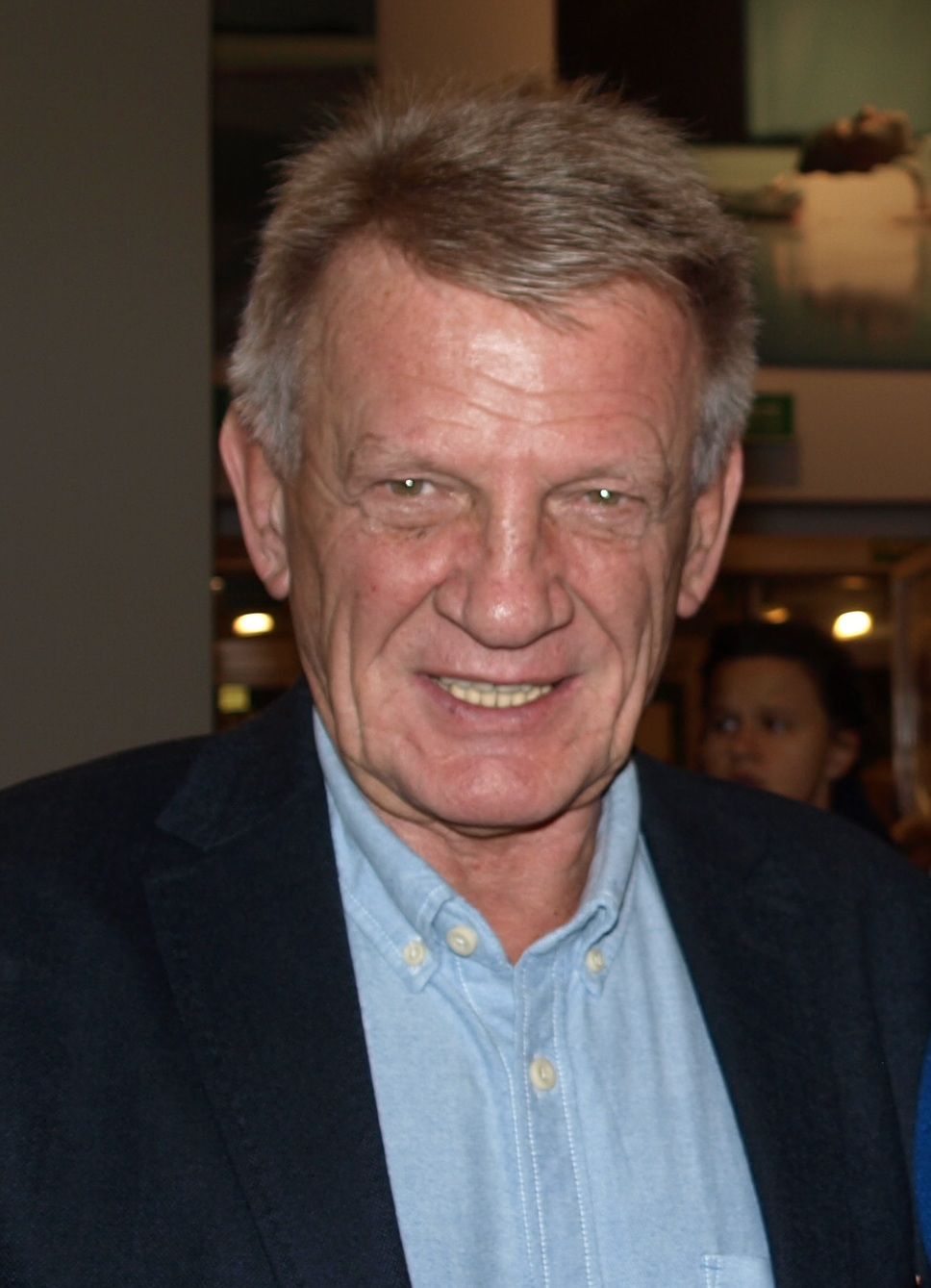
W głównej roli kapitana Bogdana Zawady wystąpił Bronisław Cieślak

- Bronisław Cieślak − kapitan Bogdan Zawada
- Zdzisław Kozień − oficer Komendy Głównej MO
- Wirgiliusz Gryń − dyrektor Biura Kryminalnego Komendy Głównej MO
- Roman Frankl − porucznik Janusz Piekarski z Krakowa
- Ewa Kania − Hanna Piotrowska, pierwsza ofiara
- Zbigniew Buczkowski − Janusz Piotrowski, mąż Hanny
- Sabina Wiśniewska − matka Janusza Piotrowskiego
- Jerzy Nowak − zegarmistrz St. Okrzesik
- Liliana Głąbczyńska − Ewa Okrzesik, córka zegarmistrza
- Bogusław Linda − Zbigniew Zajdowski, kolega Ewy Okrzesikówny
- Ryszard Radwański − kolega Ewy Okrzesikówny
- Tadeusz Borowski − inżynier Rudnik
- Andrzej Chrzanowski − dyrektor Jan Golewicz
- Barbara Brylska − Golewiczowa, żona dyrektora
- Tomasz Lulek − Franciszek Ajewski, toruńska ofiara
- Halina Rasiakówna − dziewczyna Ajewskiego
- Eugeniusz Priwieziencew − Zenon Krawczyk, złodziej zegarków
- Maria Zbyszewska − matka Krawczyka
- Krzysztof Majchrzak − Tadeusz Lewicki „Lewus”, kolega Krawczyka
- Ignacy Machowski − profesor Rembowski, psychopatolog
- Halina Gryglaszewska − Jadwiga Pyrnik, kobieta w Toruniu nielegalnie wynajmująca pokoje
- Wiesław Drzewicz − recepcjonista hotelu w Toruniu
- Mieczysław Janowski − morderca Bolesław Dragacz (również współpraca reżyserska)
- Andrzej Wojaczek − porucznik MO z Wrocławia
- Zofia Czerwińska − sąsiadka Zawady
- Zbigniew Koczanowicz − dozorca w wieżowcu Zawady
- Mieczysław Łoza − dozorca w kamienicy Dragacza
- Henryk Hunko − dozorca w kamienicy Krawczyków
- Igor Przegrodzki − docent leczący Dragacza
- Eugeniusz Kujawski − lekarz leczący Dragacza
- Edwin Petrykat − milicjant w Krakowie
- Krzysztof Kowalewski − spotkany na ulicy kolega Zawady
- Jasna Krystyna Chrzanowska-Cieślak – żona kapitana Zawady (niewymieniona w czołówce)

i inni